# Mike Bloom
Meyer Bloom, detto Mike (New York, 14 gennaio 1915 – Paterson, 5 giugno 1993), è stato un cestista statunitense, professionista nella ABL e nella BAA.

## Palmarès
- Campione NIT (1938)
- Campione ABL (1946)